# Vrancea

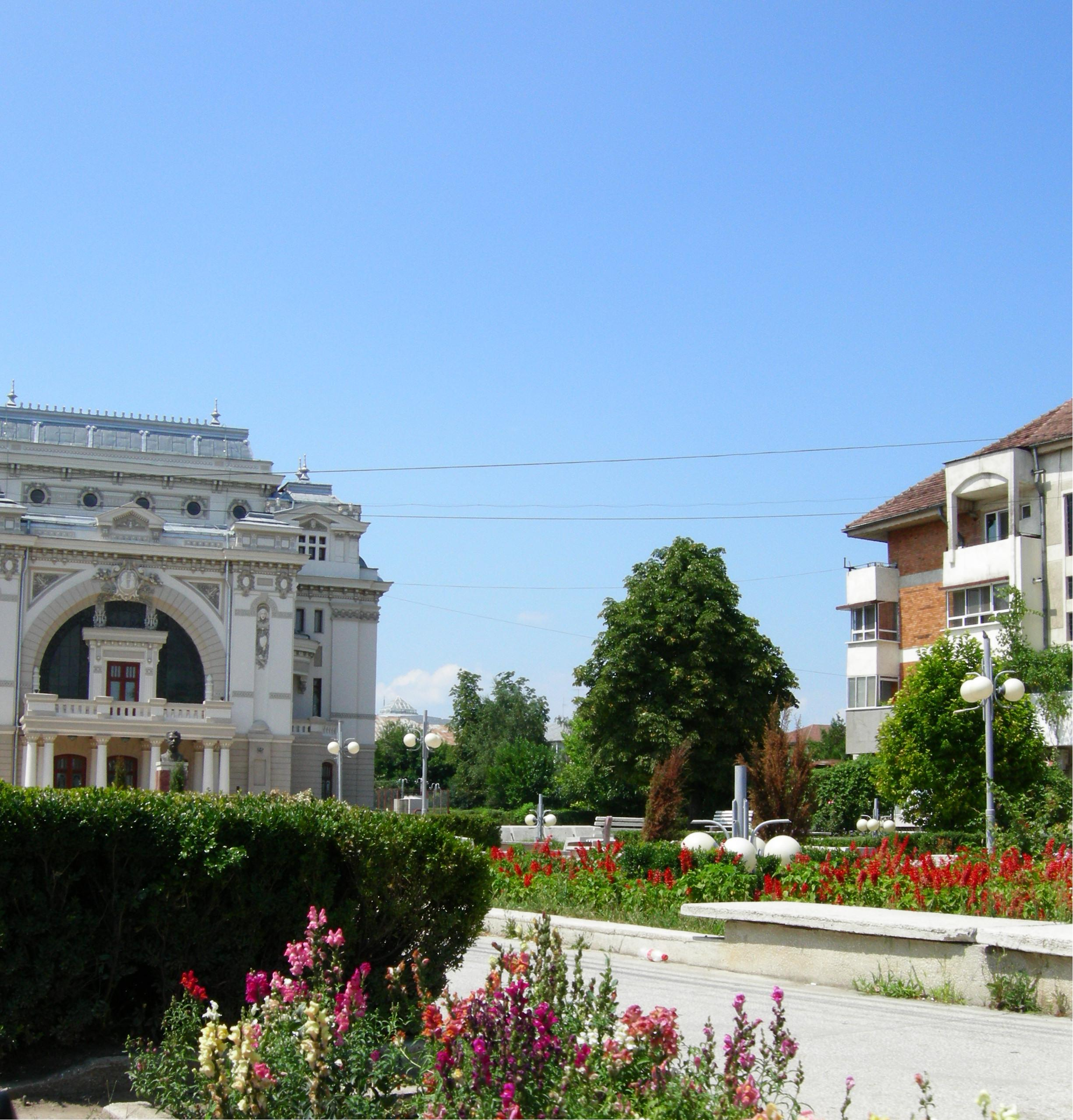
Focşani, capital do distrito

Vrancea é um judeţ (distrito) da Romênia, na região da Moldávia. Sua capital é o município de Focşani.

## Demografia
Em 2002, possuía uma população de 387.632 habitantes e densidade demográfica de 80 hab./km².

### Grupos étnicos
- romenos - 98,1%[1]
- ciganos - 1,8% e outros.

| \| ano \| população[2] \| \| ---- \| ------------ \| \| 1948 \| 290.183 \| \| 1956 \| 326.532 \| \| 1966 \| 351.292 \| \| 1977 \| 369.740 \| \| 1992 \| 393.408 \| \| 2002 \| 387.632 \| |           |
| ano | população |
| 1948 | 290.183   |
| 1956 | 326.532   |
| 1966 | 351.292   |
| 1977 | 369.740   |
| 1992 | 393.408   |
| 2002 | 387.632   |

## Geografia
A área do distrito de Vrancea é de 4.857 km².
Uma área montanhosa curvada, chamada em romeno "Carpaţii de Curbură", está localizada na parte oeste do distrito, ao sul dos Cárpatos orientais, com alturas que superam 1.400 m. A leste, as alturas diminuem em direção as  áreas de colinas e vale do rio Siret.
Atravessa também o distrito, o rio Putna, principal afluente do rio Siret.
A área é ativa do ponto de vista sísmico, com terremotos anuais cujos epicentros se situam entre os 80 e 160 km de profundidade.

### Limites
- Distrito de Vaslui e Distrito de Galaţi a leste;
- Distrito de Covasna a oeste;
- Distrito de Bacău ao norte;
- Distrito de Buzău e Distrito de Brăila a sudeste.

## Economia
O distrito é famoso por seus vinhos, sendo o maior produtor da Romênia. Mais de 11% da superfície do distrito está coberto por videiras. As áreas renomadas de vinho do distrito são Panciu - 8.100 ha, Odobeşti - 7.000 ha e  Coteşti.
Principais indústrias do distrito: 
- indústria alimentícia e de bebidas;
- indústria têxtil;
- indústria de papel e de móveis;
- indústria de componentes mecânicos.

## Turismo
Principais destinos turísticos do distrito:
- a cidade de Focşani;
- Montes Vrancea;
- o resort de Soveja;
- áreas turísticas de Tulnici - Lepşa - Greşu;
- fogo eterno (Focul viu em romeno) em Andreiaşu;
- degustação e venda de vinho em torno de Panciu, Odobeşti e Coteşti;
- o mausoléu de Mărăşeşti;
- Parque Natutal Putna-Vrancea

## Divisões administrativas
O distrito possui 2 municípios, 3 cidades e 67 comunas.

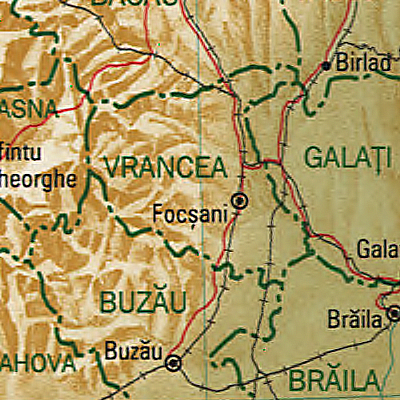
Mapa de Vrancea

### Municípios
- Focşani - sede do distrito, população: 103.219 habitantes
- Adjud

### Cidades
- Mărăşeşti
- Odobeşti
- Panciu

### Comunas
| - Andreiaşu de Jos - Băleşti - Bârseşti - Bilieşti - Bogheşti - Boloteşti - Bordeşti - Broşteni - Câmpineanca - Câmpuri - Cârligele - Chiojdeni - Ciorăşti - Corbiţa - Coteşti | - Dumbrăveni - Dumitreşti - Fitioneşti - Garoafa - Goleşti - Gologanu - Gugeşti - Gura Caliţei - Homocea - Jariştea - Jitia - Măicăneşti - Mera - Milcovul - Moviliţa | - Năneşti - Năruja - Negrileşti - Nereju - Obrejiţa - Paltin - Păuleşti - Păuneşti - Ploscuţeni - Poiana Cristei - Popeşti - Pufeşti - Răcoasa - Răstoaca - Reghiu | - Rugineşti - Sihlea - Slobozia Bradului - Slobozia Ciorăşti - Soveja - Spulber - Străoane - Suraia - Tâmboeşti - Tănăsoaia - Tătăranu - Tulnici - Ţifeşti - Urecheşti - Valea Sării | - Vânători - Vârteşcoiu - Vidra - Vintileasca - Vizantea-Livezi - Vrâncioaia - Vulturu |